# 仙台東照宮

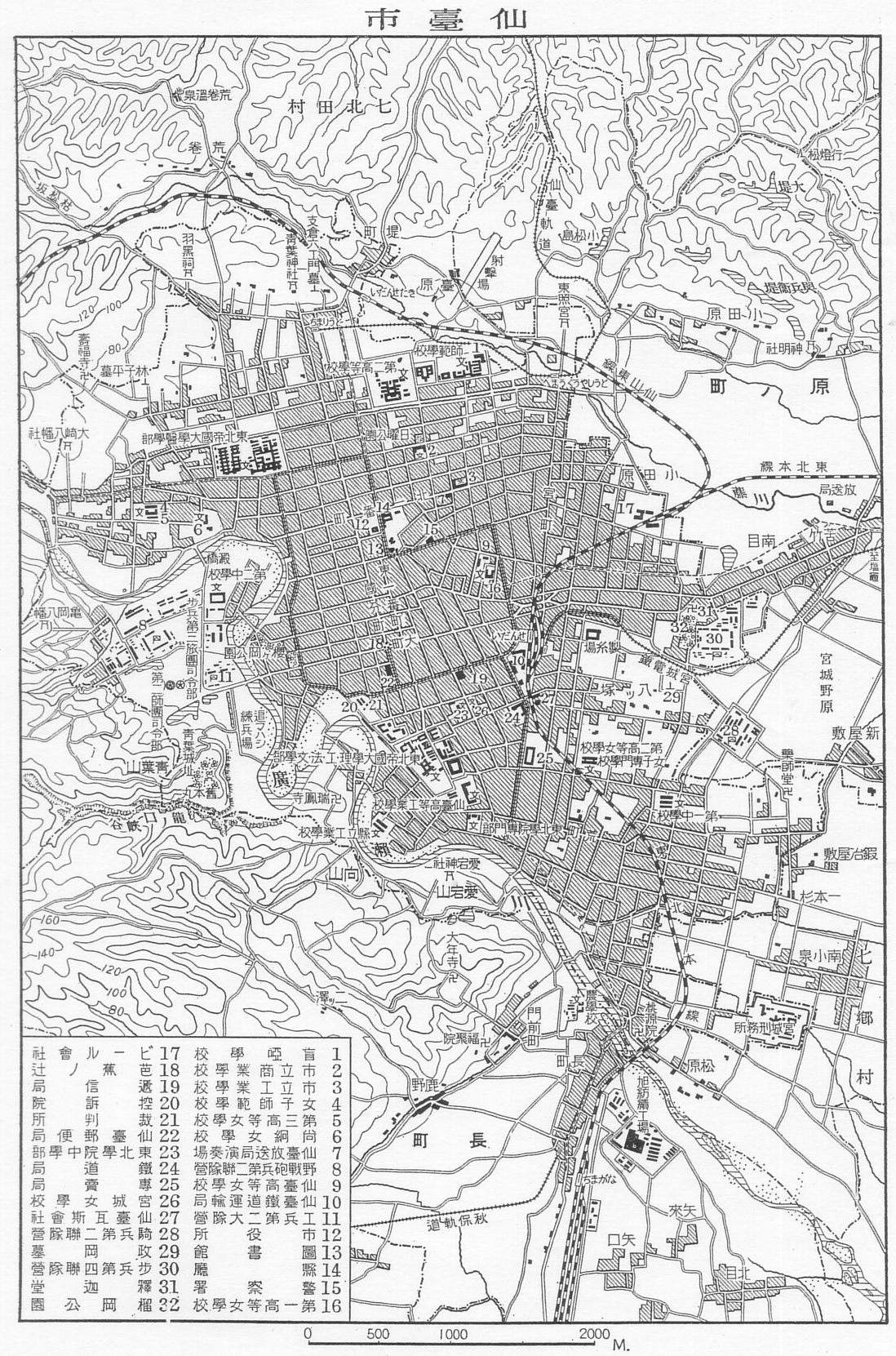
1927年（昭和2年）頃の仙臺市（第一次合併前）および近郊地図。旧奥州街道沿いの堤町と当社の周辺のみ、藤川（梅田川）の北側ながら市域に含まれた。なお、仙臺軌道は当社を迂回して路線を敷いた。

仙台東照宮（せんだいとうしょうぐう）は、宮城県仙台市青葉区東照宮にある徳川家康をまつる神社。承応3年（1654年）に仙台藩2代藩主伊達忠宗が創建。正式名称は東照宮。唐門、本殿など4棟と鳥居1基が国の重要文化財に指定されている。

## 歴史
承応3年（1654年）に、仙台藩2代藩主・伊達忠宗により創建。
東照宮境内地の選定は、天正19年（1591年）に徳川家康が葛西大崎一揆鎮圧の視察を終えた帰途で、玉手崎の丘（現・境内地）に立ち寄り、当寺の天神社（現・榴岡天満宮）の境内で、藩祖・伊達政宗と休息した故事によるとされる。また、政宗没後、領内で大火、大洪水など災害が続き、藩財政が重大な危機に陥ったなどの背景があり、仙台城の正確な北東に位置するため鬼門鎮守も由縁の1つである。2代藩主・忠宗は、東照大権現を守護神として祀るため、慶安2年（1649年）5月に3代将軍・徳川家光に東照宮造営を願い出て、勧請がゆるされ、慶安2年（1649）8月に普請が始まり、本殿、唐門、透塀、幣拝殿、本地堂、御供所、御厩、鐘楼、随身門、石鳥居、別当寺・仙岳院、御旅宮などを造営し、5年後の承応3年（1654）3月に竣工した。仙台藩総力をあげての大事業であり、造営に携った総人数は834835人、総工費小判22443両を要した。大工棟梁は、大崎八幡宮本殿（国宝）、瑞巌寺本堂（国宝）などを建築した梅村家の梅村彦作之三が行っている。御神体は、東北最大ともいわれる御神輿に乗せて、江戸から仙台まで7日架けて渡御し、のちの東照宮御祭礼（仙台祭）の起源となっている。
また社殿の造営だけでなく、神社を維持管理するための御宮町の制定し、家臣の住む御譜代町を中心に大町・肴町・立町・南町・柳町・北目町・染師町・田町の8町を氏子町に指定し、氏子町は、東照宮御祭礼の時に神輿を担ぎ、山車を出すことなど祭の運営をすることなど、東照宮を仙台藩の守護神とするための様々な取り決めが行われている。伊達家の守護神として歴代藩主に崇敬され、明暦元年（1655年）から9月17日を祭礼日と定め、藩主が在国の年に、城下の町々に命じ、神輿渡御、山車をくりだした領内最大の祭りの仙台祭が、江戸時代末期まで盛大に行われた。
明治維新後、東照宮は藩の管理下を離れたため、一時、境内は荒廃するが、氏子の尽力により整備され、1879年（明治12年）に郷社に列し、祭典日は、4月17日になり、1925年（大正14年）には県社に昇格。1935年（昭和10年）8月に火災で、幣拝殿、神饌所が焼失したが、1964年（昭和39年）に原形に再建される。1953年（昭和28年）3月、本殿、唐門、透塀、石鳥居が国の重要文化財に指定（随身門は1980年3月追加指定）。1977年（昭和52年）3月に唐門、透塀、1979年（昭和54年）に本殿の大修理工事が行われた。1984年（昭和59年）、御遷座330年奉祝大祭が行われ、30年ぶりの神輿渡御が行われた。

## 地理
仙台市都心部から見て北に横たわる七北田丘陵の南部は、広瀬川の侵食により河岸段丘を形成しているが、同丘陵から仙台平野に突き出した樹枝状丘陵の1つがその地理的に凸な形状から玉手崎と呼ばれている。この標高五十数メートルの玉手崎に仙台東照宮はあり、台原段丘面に社殿が造営され、段丘崖を参道としている。参道前の鳥居周辺は、台原段丘面から約10メートル低い仙台上町および中町の両段丘面であり、ここには別当寺の仙岳院などがある。
門前から南に宮町通り・東六番丁・清水小路が直線的に通じ、広瀬川を超えて大年寺山(愛宕山)と相対する。

## 門前町「御宮町」
御宮町は東照宮造営にあたり、忠宗自ら玉手崎に立って見通しのもとに宮町を門前町を地割りしたと伝わる。御宮町は東照宮社領ではなく、他の町人地と同じく町奉行の管轄地であった。住民は、「東照宮御用」として東照宮に奉仕することが義務とされ、「境内掃除役」や東照宮祭礼時においては「神輿飾方」などがあったが、東照宮御用の代償として、諸役負担が免除され、軽微な年貢負担のみが課される耕地を持っていた。また、東照宮祭礼時には禁止されていた操り芝居、相撲などの興行を特権的に許可され、経済的恩恵を受けていた。

## 東照宮造営の背景
東北諸藩の動き
徳川家康をまつる東照宮は諸大名が競って勧請しており、現在でも全国に508社ある。東北地方では弘前藩が元和3年(1617年)に造営したのを皮切りに、会津蒲生氏が元和8年(1622年)、鶴岡藩が正保2年(1645年)に造営した。
徳川氏と伊達氏の姻戚関係
慶長11年(1606年)、仙台藩祖伊達政宗の長女五郎八姫は徳川家康の七男松平忠輝に嫁ぎ徳川・伊達両氏の間に姻戚関係が生じた。また慶長13年(1608年)に政宗が陸奥守に任じられた時、松平の家号を許された。元和3年(1617年)には忠宗のもとに2代将軍徳川秀忠の養女振姫が輿入れした。忠宗は家康の娘市姫を正室に迎え入れる約束があったが、早世によりこの縁組がなされたのである。
仙台藩財政難における幕府の支援
伊達政宗が寛永13年(1636年)6月に没すると、瑞鳳殿を造営した。同年10月仙台に大火があり、12月には若林の倉庫が焼失し領内の検地帳は失われた。翌年6月には大洪水があり、仙台藩は財政難のため幕府に約10万両の借用を願い出た。これは20余万石に匹敵した金額である。寛永15年には仙台城二ノ丸工事も着工した。これらの費用をまかない藩を豊かにするため新田の開墾が奨励された結果仙台藩内は大いに田が開けた。幕府より借りた金子は藩の急場を救ったものと考えられる。

## 境内
東日本大震災の余震により随神門後方の重要文化財の石灯籠の背後の石垣に緩みが生じ、崩落の恐れがあり国、県、市の補助により、2012年（平成24年）9月から2か年事業として、石垣の解体、組立工事が実施され、2013年（平成25年）12月に完成している。
※以下、（重文）：国の重要文化財、（県文）：県指定有形文化財、（市文）仙台市登録有形文化財
- 鳥居 （重文）

境内入り口参道にある伊達忠宗奉納の石造の明神鳥居で、鳥居の柱に「承応三年午甲四月十七日」の刻銘があり県内最古の鳥居である。伊達忠宗夫人・振姫の郷里・備前国（現・岡山県）の犬島から海路で運ばれたが、途中、一度、江戸で下ろし祝い事をし、再び海路で仙台まで運んだと伝わる。
- 御神橋

創建時にあった橋を再現した橋。梅田川の支流で境内を流れる小川に架かる。橋の周辺に樹齢100年前後の古桜がある。
- 石段 （市文）

石鳥居から随身門まで表参道の石段と、表参道から分岐する東参道の随身門後方石垣に通じる石段は、東照宮創建時の承応3年（1654年）のもの。表参道の随身門への石段は緩やかな49段の石段で脇に石燈籠が置かれている。石段最上段から1.5km先まで真っ直ぐ続く宮町通りが見渡せる。随神門後方の石垣部分に14段の石段があり、上りきると拝殿がある。
- 石灯籠（重文）

伊達家一族家臣より38基奉納されていたが寛文事件（伊達騒動）後、事件に関係した家臣の石灯籠は取り除かれ、現在は、その後奉献されたものをあわせ38基が境内に建ち並ぶ。承応3年（1654年）刻銘が31基、延宝8年（1680年）刻銘が2基、天和2年（1682年）刻銘が4基ある。拝殿前の1対は伊達忠宗奉納の灯籠で、石鳥居と同じ岡山県犬島の花崗岩が使われ、その他は、仙台産の石で造られている。唐門前に4基、拝殿前に2基、随身門後方石垣下に4基、表参道石段脇に28基が並ぶ。
承応3年（1654年）刻銘30基、延宝8年（1680年）刻銘2基、天和2年（1682年）刻銘2基の計34基が重要文化財に指定されている。1978年（昭和53年）の宮城県沖地震により被害を受けたが、修復されている。
- 神楽堂

随心門向かって左後方にあり、東照宮神楽が、毎年・4月第3土日の春祭で、門前町、宮町の住民を中心に仙台東照宮神楽保存会により奉納され市の無形民俗文化財に指定されている。十二座神楽系の1つで、丹波系や名取・熊野堂神楽などの影響も見られる仙台神楽の特徴を持つが、神楽奉納についての記録は全く残っておらず、明治以降に伝わったと考えられている。
- 神輿堂

随心門向かって右後方にあり、神輿4基が収納されている。承応3年（1654年）創建時に江戸から御神体を運んだ東照宮神輿は東北一の大きさとされ、藩主・在仙の年に行われた東照宮御祭礼（仙台祭）において仙台の城下町を一周したと伝わる。神輿は正月、春祭期間に公開されている。
- 社務所・参集殿
- 境内社：古峯神社

祭神：日本武尊。栃木県鹿沼市にある古峯神社の分霊を祀り、表参道から分岐した東参道脇に鎮座する。

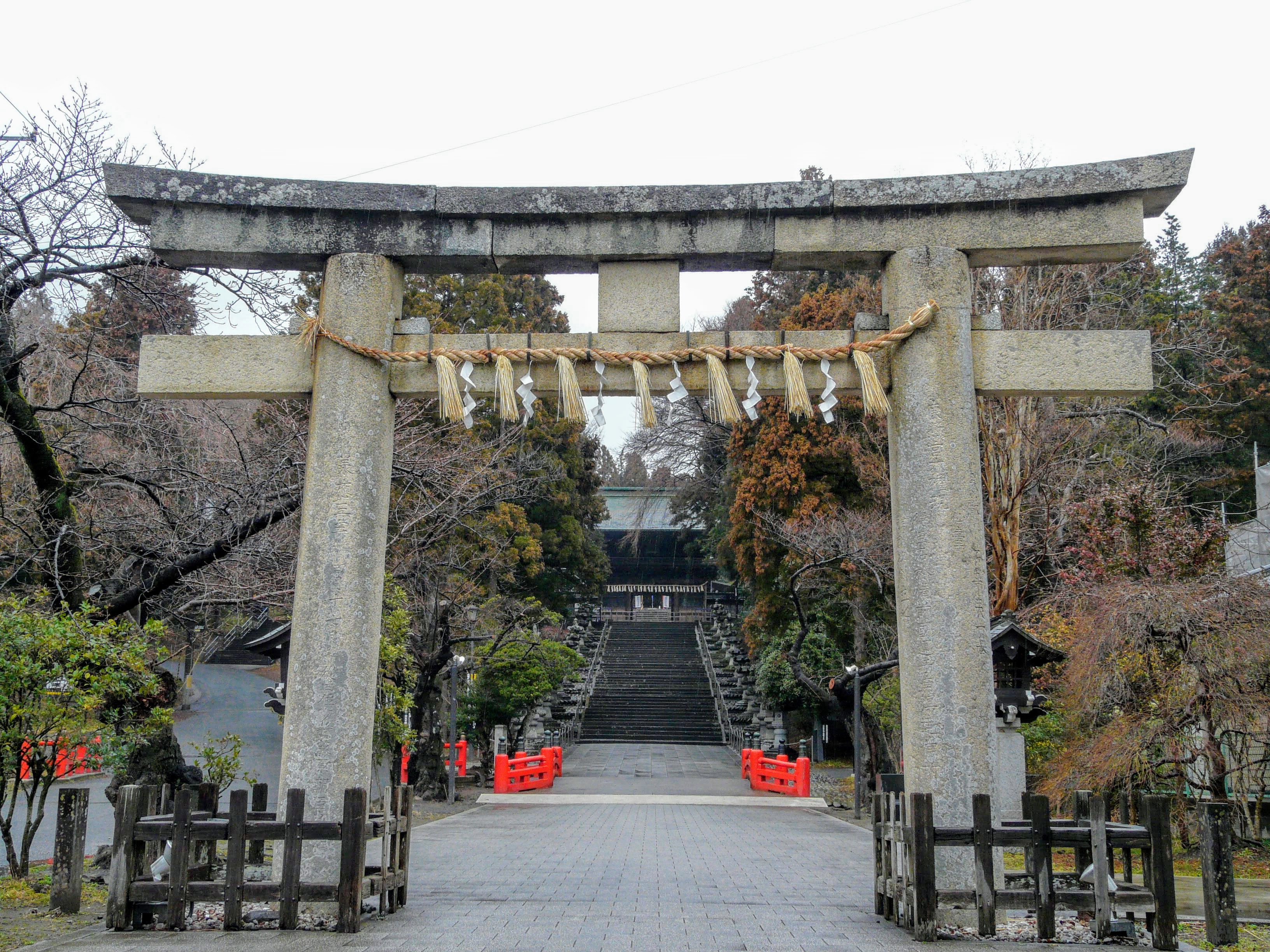
石鳥居（重要文化財）
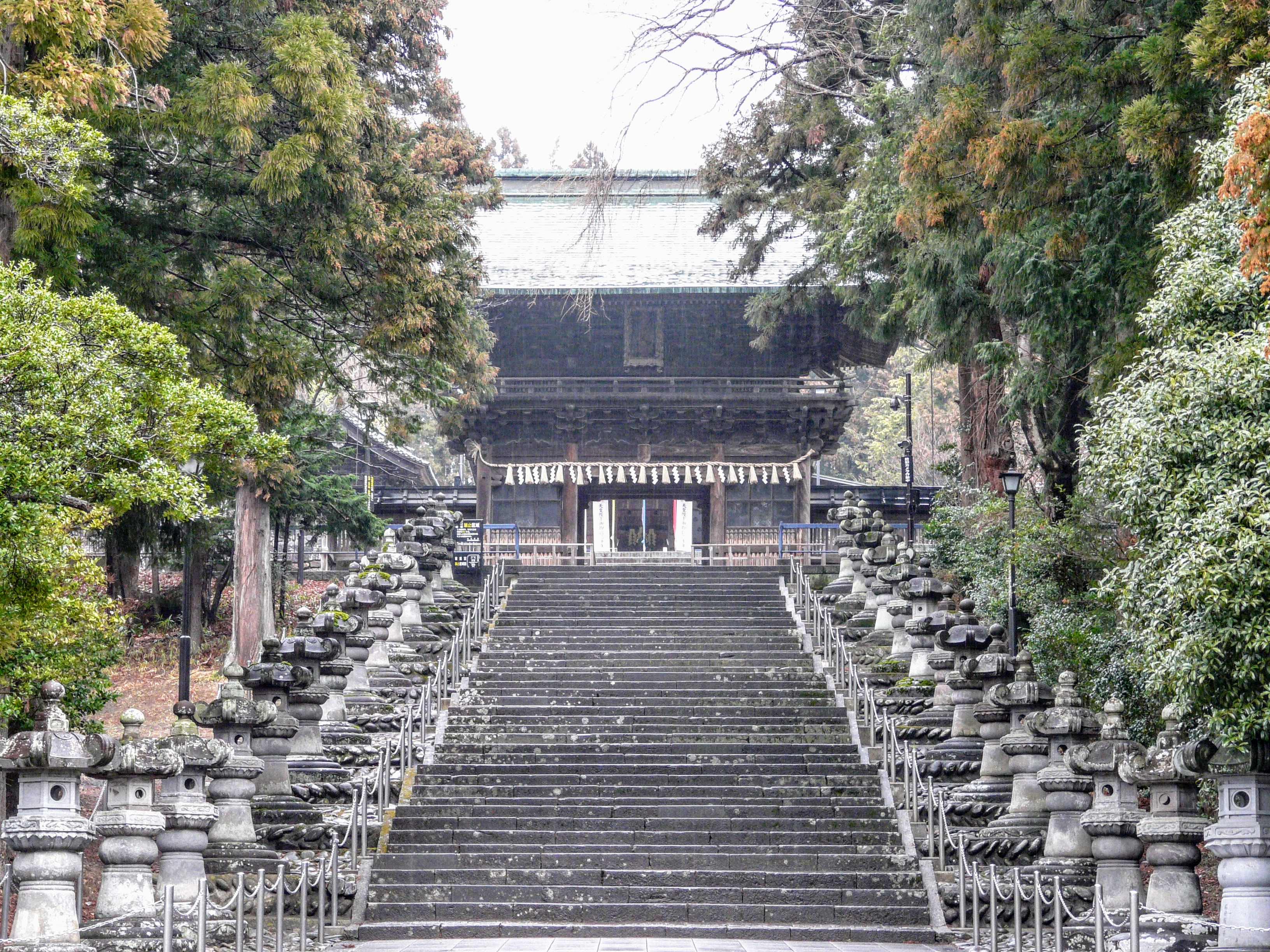
石段脇に石灯籠と奥に随神門（雨の中撮影）
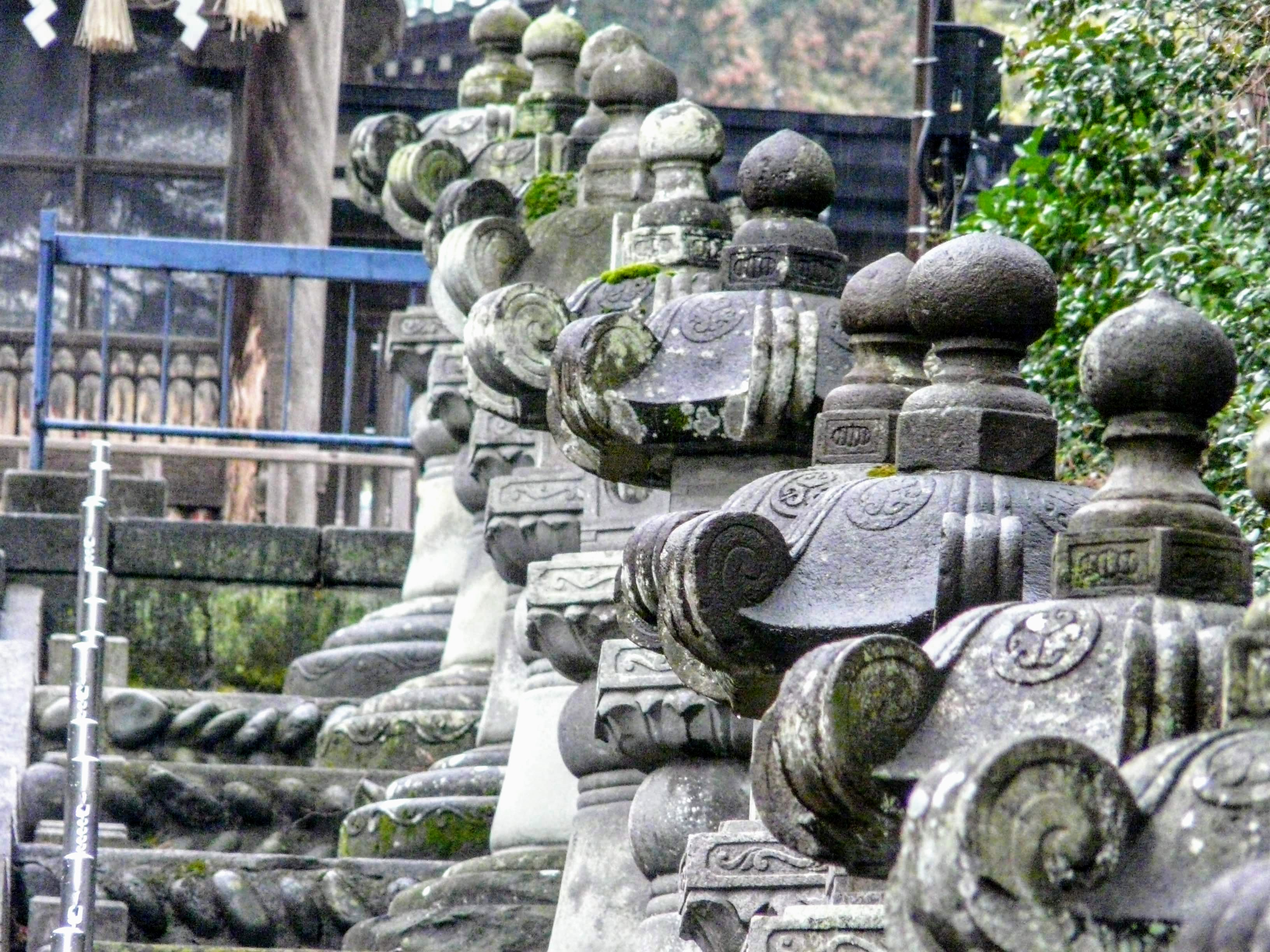
石燈籠
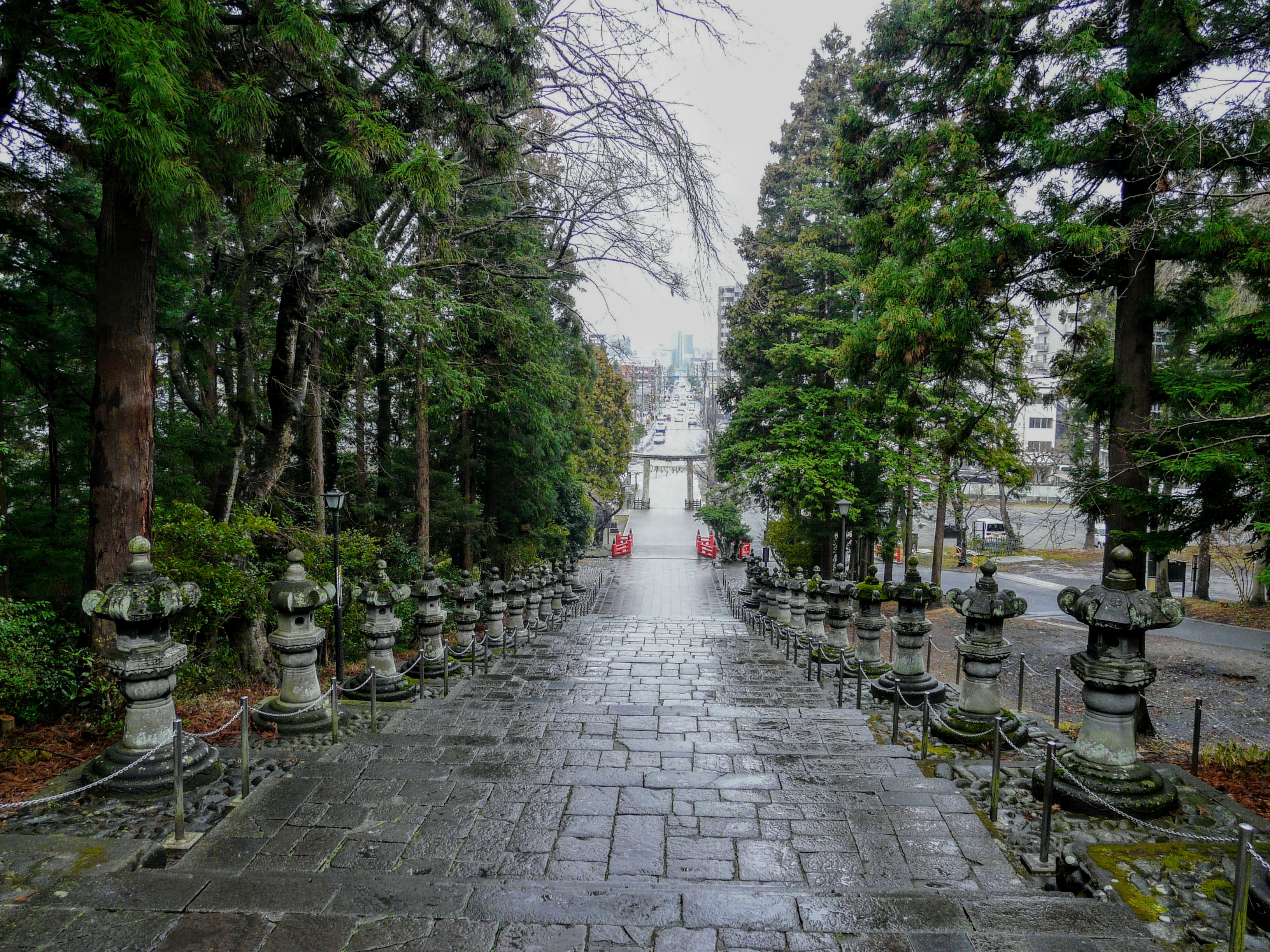
随神門前から見た参道入口方面
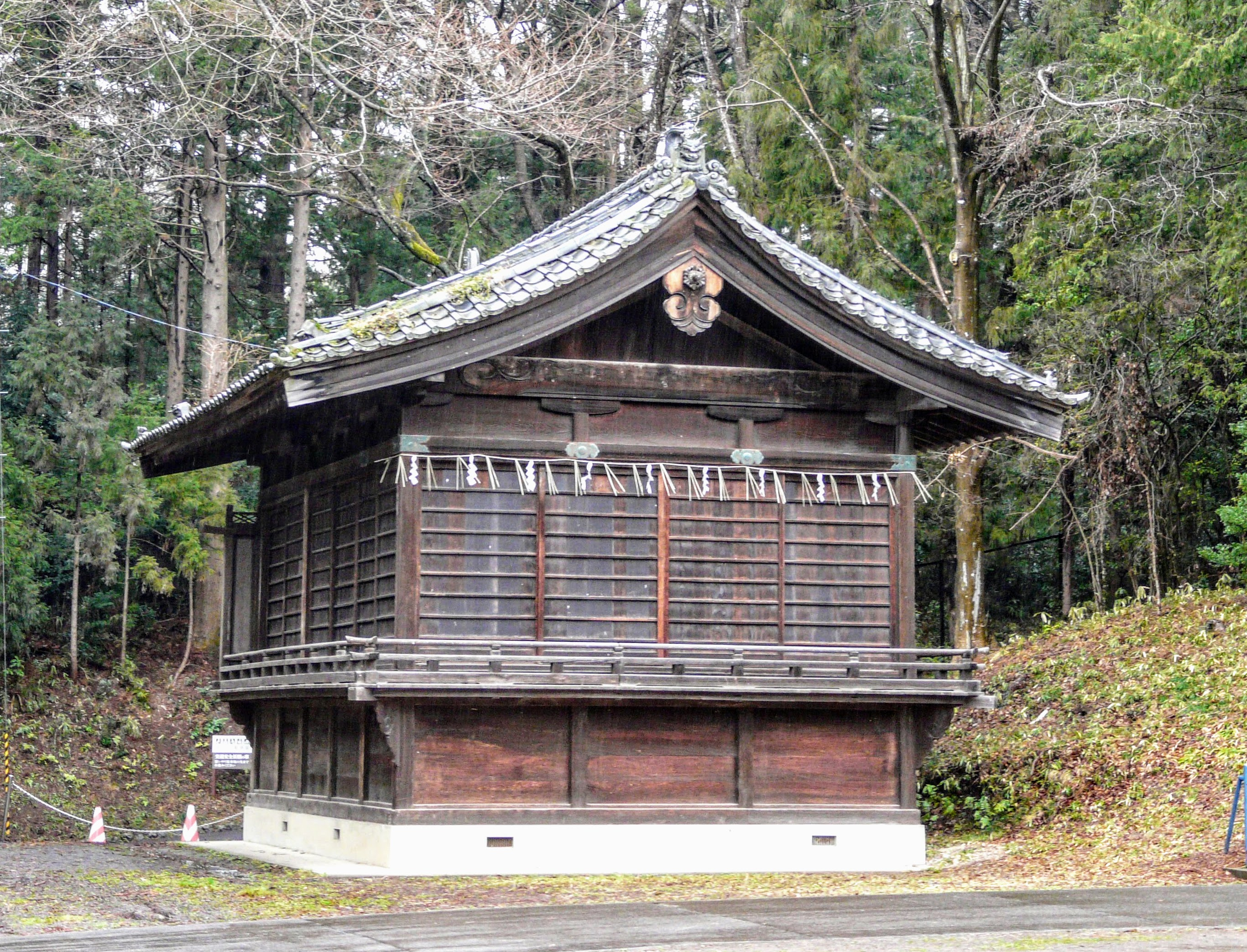
神楽堂

以下、本殿まで、承応3年（1654年）仙台藩２代藩主・伊達忠宗の創建によるものだが、幣殿・拝殿・神饌所が1935年（昭和10年）8月に焼失、1964年（昭和39年）に再建されている。建築形態は、本殿、唐門、拝殿・幣殿がそれぞれ別棟として建てられ、拝殿背後に幣殿が接続し突出した形状である。唐門と透塀により本殿が囲われている。昭和52年 - 53年（1977年 - 1978年）に唐門と透塀の、昭和54年（1979年）に本殿の修理が行われている。建物は錺（かざり）金具で飾られていたが、明治初年の戊辰戦争で官軍に剥ぎ取られている。
- 随身門（重文）

三間一戸の八脚門の楼門形式。欅の素木造、屋根は入母屋造り銅板葺。当初は銅瓦葺で要所に錺（かざり）金具が付けられていたが、戊辰戦争の際に官軍により剥ぎ取られている。内外部とも透漆塗りで、下層階は金剛柵で囲み、左右に随身像を安置する。各所に唐様、和洋の手法を取り入れ、複雑な斗組で構成されている。2階正面中央に、妙法院宮堯親王筆の「東照宮」の扁額があるが、裏の銘には承応元年（1652年）作とあるが、門の建築年は承応3年（1654年）である。
- 手水舎（県文）

切妻造で本瓦葺。花崗岩の水盤が設置されている。
- 拝殿・幣殿・神饌所

昭和10年（1935年）放火により炎上し、黒焦げになるが原形を残し、1964年（昭和39年）に原形に再建されている。桁行6.77 メートル、梁行4.31 メートル。三方に縁が付く。屋根は入母屋造、銅瓦葺。内部は畳敷、誕生は折上格天井。拝殿の背面に幣殿が突き出るように接続する。
- 唐門（重文）

一間一戸、向唐門で、銅瓦葺。花崗岩の素板の上に建つ。扉上部に霊獣・唐獅子、鳳凰、麒麟の姿を浮き彫りにしている。
- 透塀（重文）

唐門の左・右に延びる透かし塀（玉垣）は、銅瓦葺屋根、一定間隔に格子を取り付けた黒漆塗の連子窓が付き、腰壁には吹寄せ桟がたすき状に付く。本殿を1周：79.4 メートルで囲む。
- 本殿（重文）

非公開。棟札には「造営承応三天甲午三月十七日」と記されている。屋根は入母屋造、銅瓦葺。桁行き3間、梁間2間、一間の向拝、三方に廻縁が付く。棟の両端に千木・鰹木が付く。漆塗、金箔、で装飾され、正面と両側面の桟唐戸に、麻の葉繋ぎの地紋に天女や唐獅子の彫刻があり、その銅板の辻金具に七宝技法による装飾が施されている。内部は内陣・外陣とに別れ、外陣は畳敷、内陣は折上小組格天井、内陣には朱漆塗の須弥壇上に、入母屋造、こけら葺の絢爛な彫刻、蒔絵、飾金具、彩色が施された家形厨子が置かれ、内部に徳川家康像を安置する。
1979年（昭和54年） - 1980年（昭和55年） にかけ本殿の半解体保存修理が行われ、錺（かざり）金具修理の墨書銘と承応3年（1654年）正月と文化12年 (1816年)3月の日付の入った畳床の頭板の墨書銘が発見されている。
随身門など他の建物の錺金具は、戊辰戦争の際に官軍により剥ぎ取られているが、本殿の錺金具は銅板の厚さが薄い物と厚い物の2種類あるため、本殿の錺金具も他の建物同様に剥ぎ取られ、明治以降に取付けられたと考えられていた。今回発見された錺金具修理の墨書銘は、本殿東側面の内法長押の中央の錺金具裏面から発見され、 「明和元年閏12月から翌2年3月にかけて東照宮大権現 (徳川家康)百五拾年の法会に当り錺金具の修理を行なった」と記されていた。このことから、本殿の錺金具は建立時から今回の修理までの間の江戸中期・明和2年（1765年）に修理が行われていることが判明し、「御修覆」と記されていることから、修理の際に全ての金具を新規に入れ替えたのではなく、建立当初の使用可能な錺金具は再利用されたと考えられる。そのため厚さの違う錺金具には、建立当初の承応3年の物と明和2年の修理で取り替えた物があると考えられている。
畳床頭板の墨書銘は、本殿内・外陣の畳替のため内陣5畳、外陣7畳の計12畳の、畳裏の頭板より発見され、創建当初の承応3年（1654年）正月の銘と、文化12年（1815年）3月の銘が発見された。東照宮の創建は本殿棟札から承応3年（1654年）3月17日に竣工と判明しているが、本殿の畳は同年正月にすでに造られ、文化12年3月に畳替えが行なわれていたと判明。 本殿の畳の縁に用いられている絹地には二種類あり、その一方は、破損状況などから明らかに一方より古く、このことから、文化12年（1815年）以外の時期に部分的な畳替えが行なわれた可能性があるが、その古い絹地の縁の文様と同じ文様の絹地が本殿内陣の垂れに使用されているため、創建当初の畳がそのまま残っている可能性が考えられている。

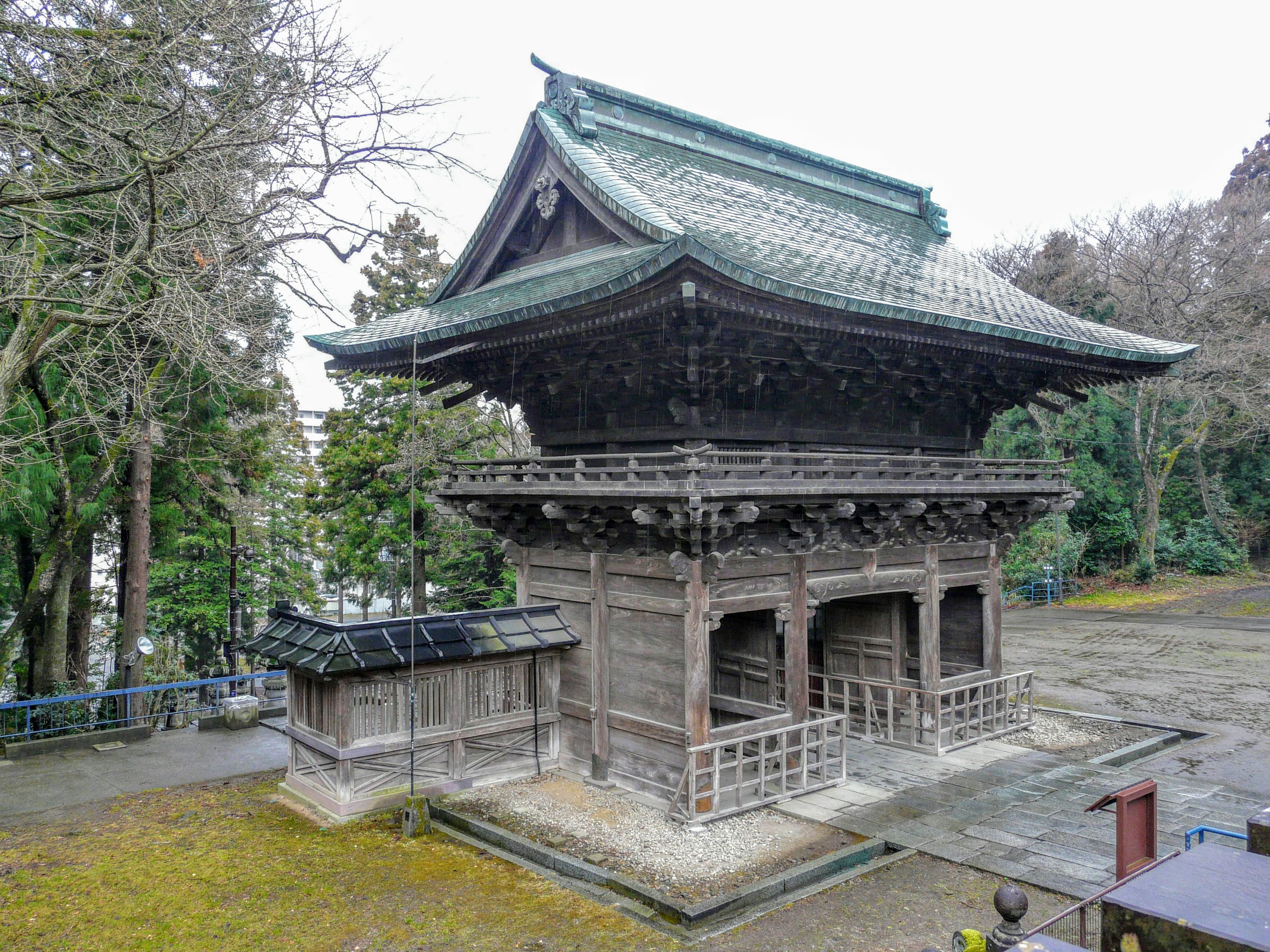
随神門（拝殿付近から撮影）
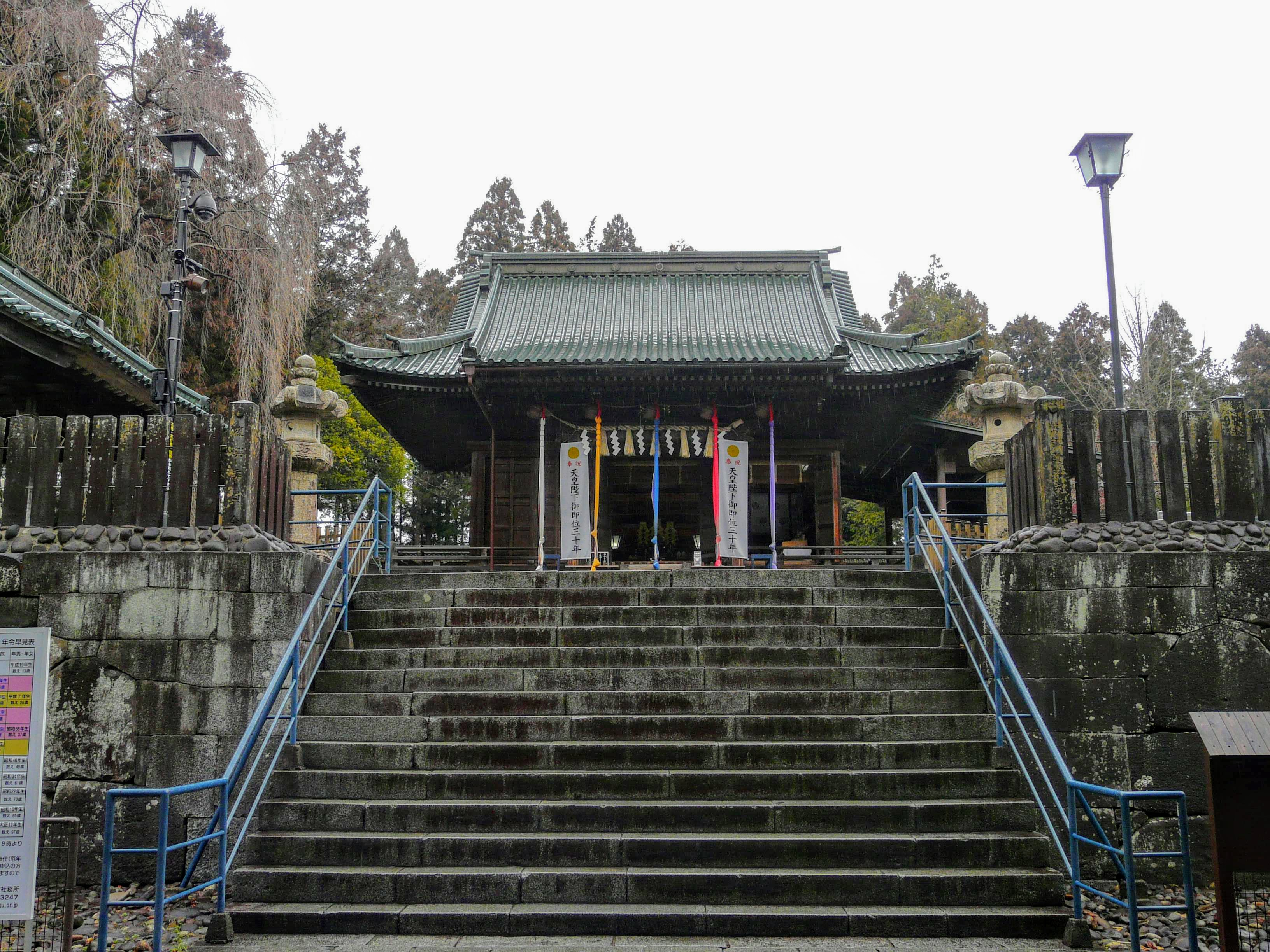
随神門後方の石垣に造られた石段と上部に拝殿
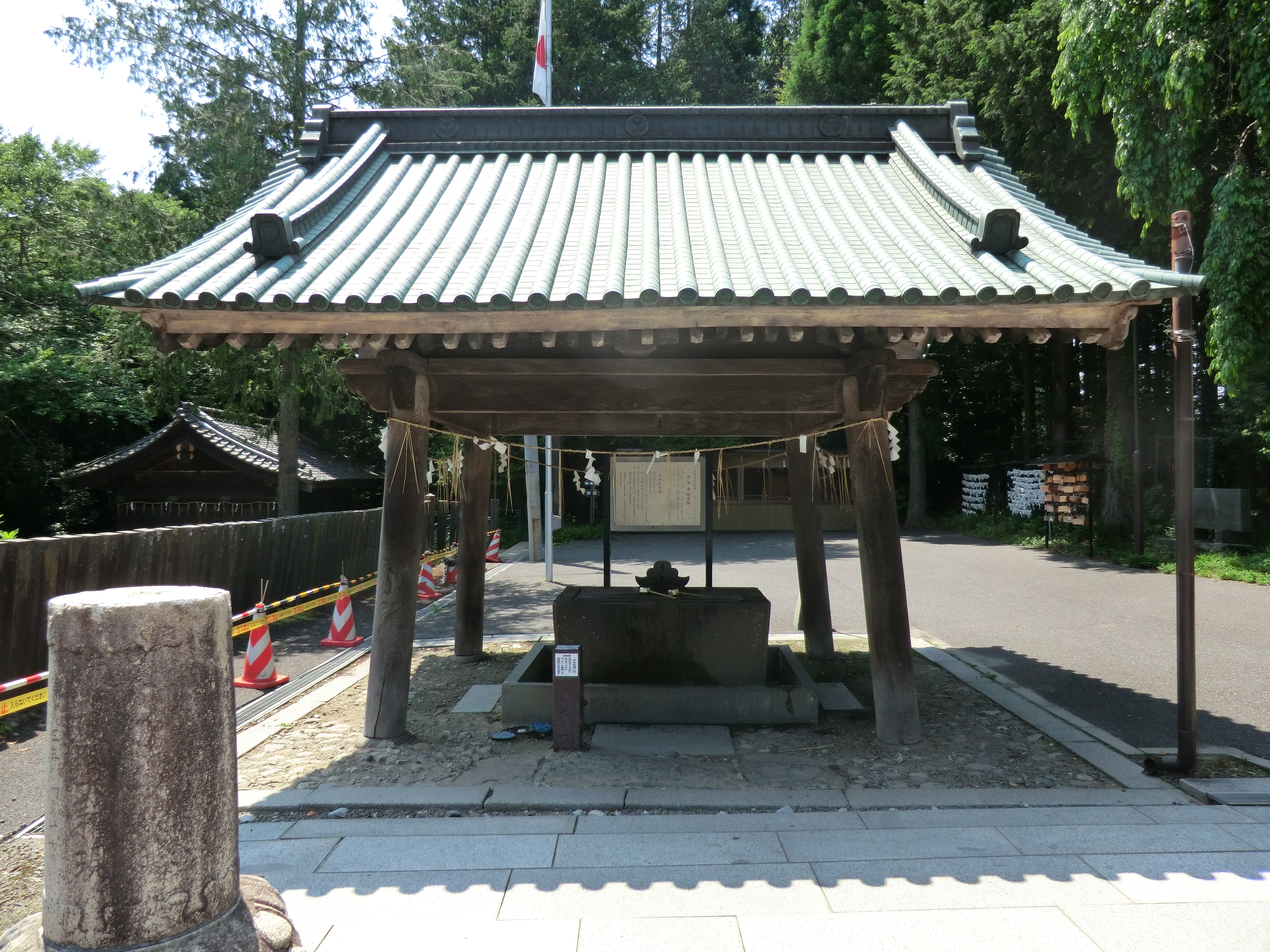
手水舎（県指定有形文化財）
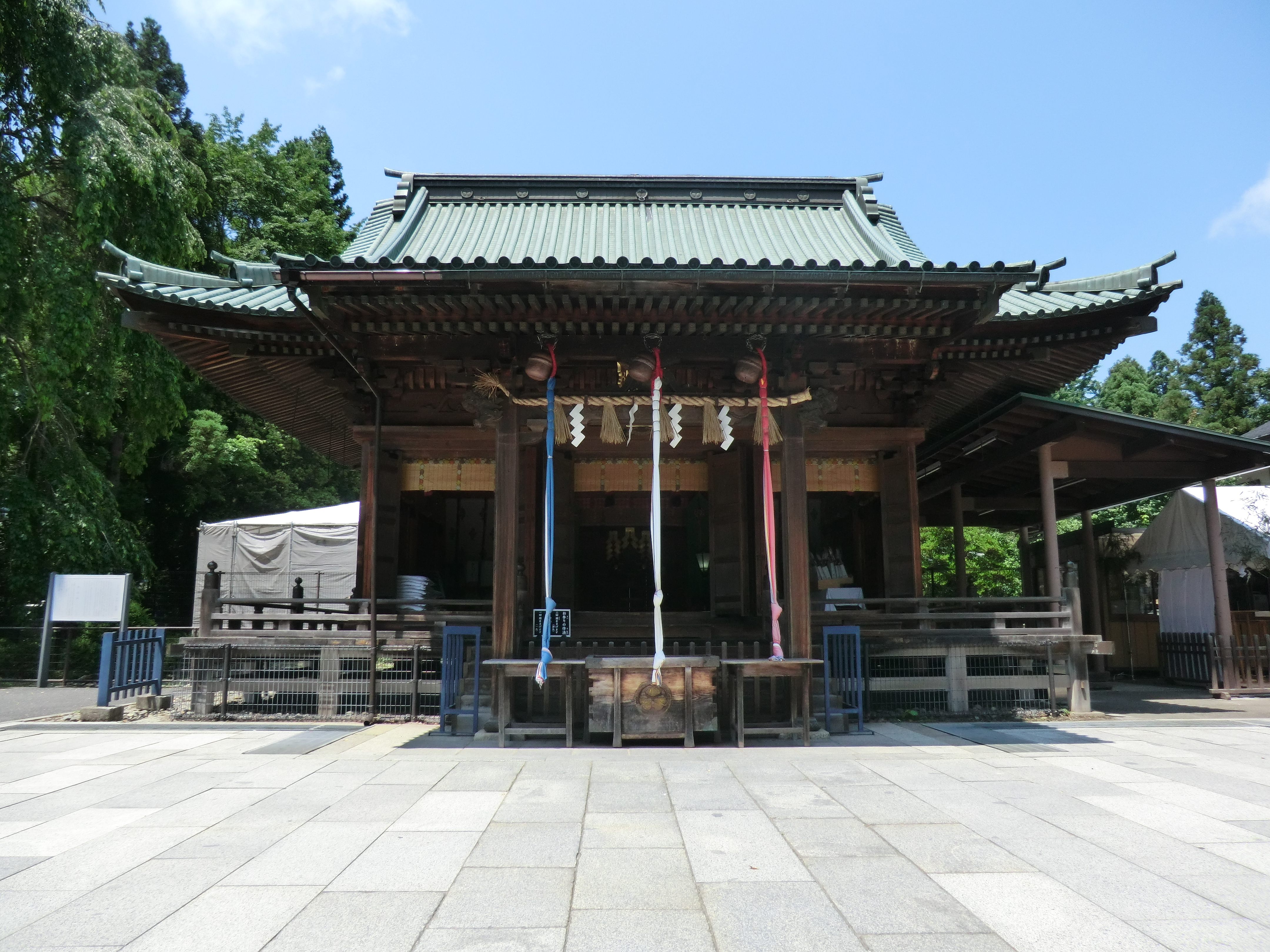
拝殿
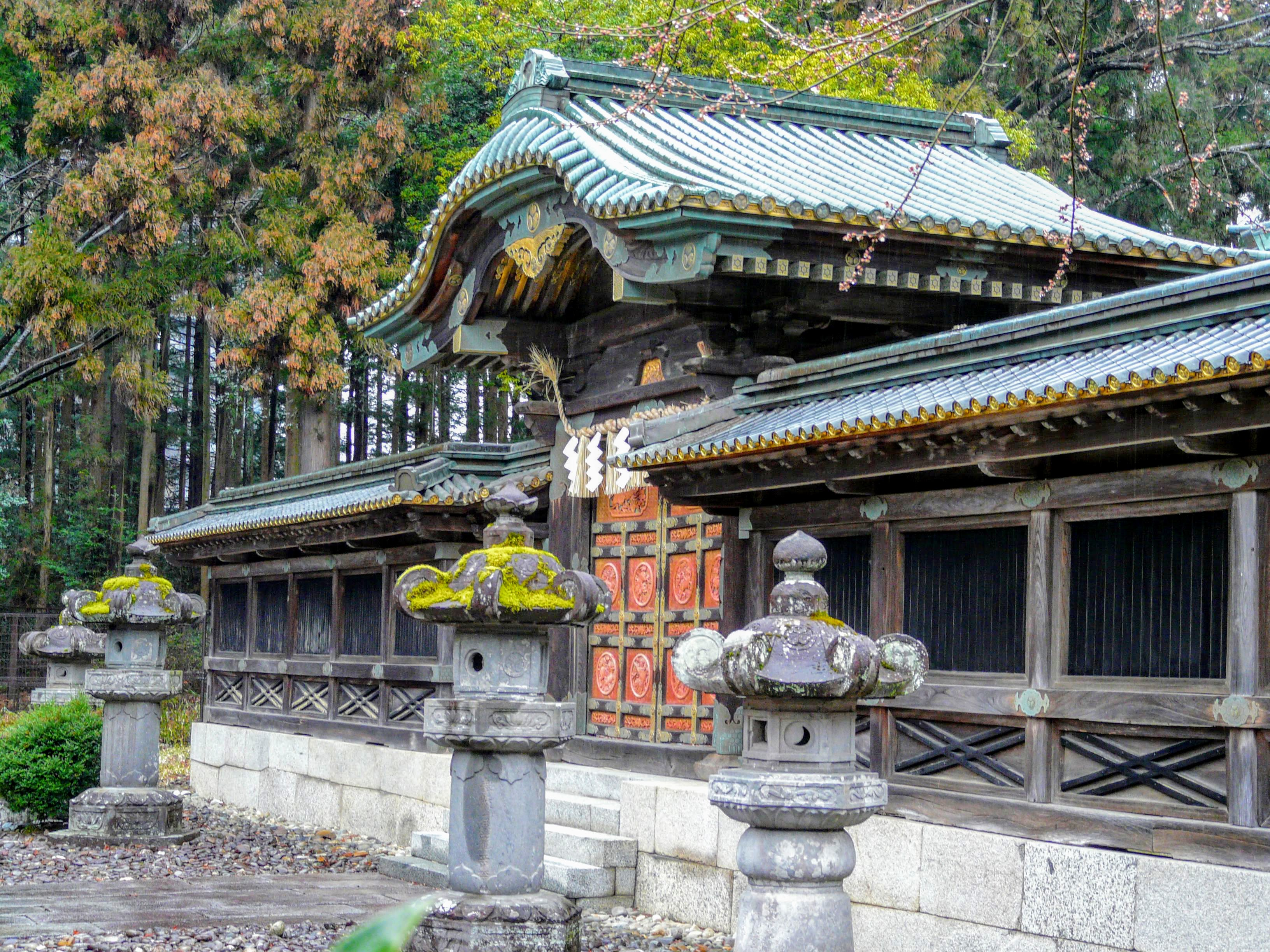
唐門、透塀、石燈籠（全て重要文化財）
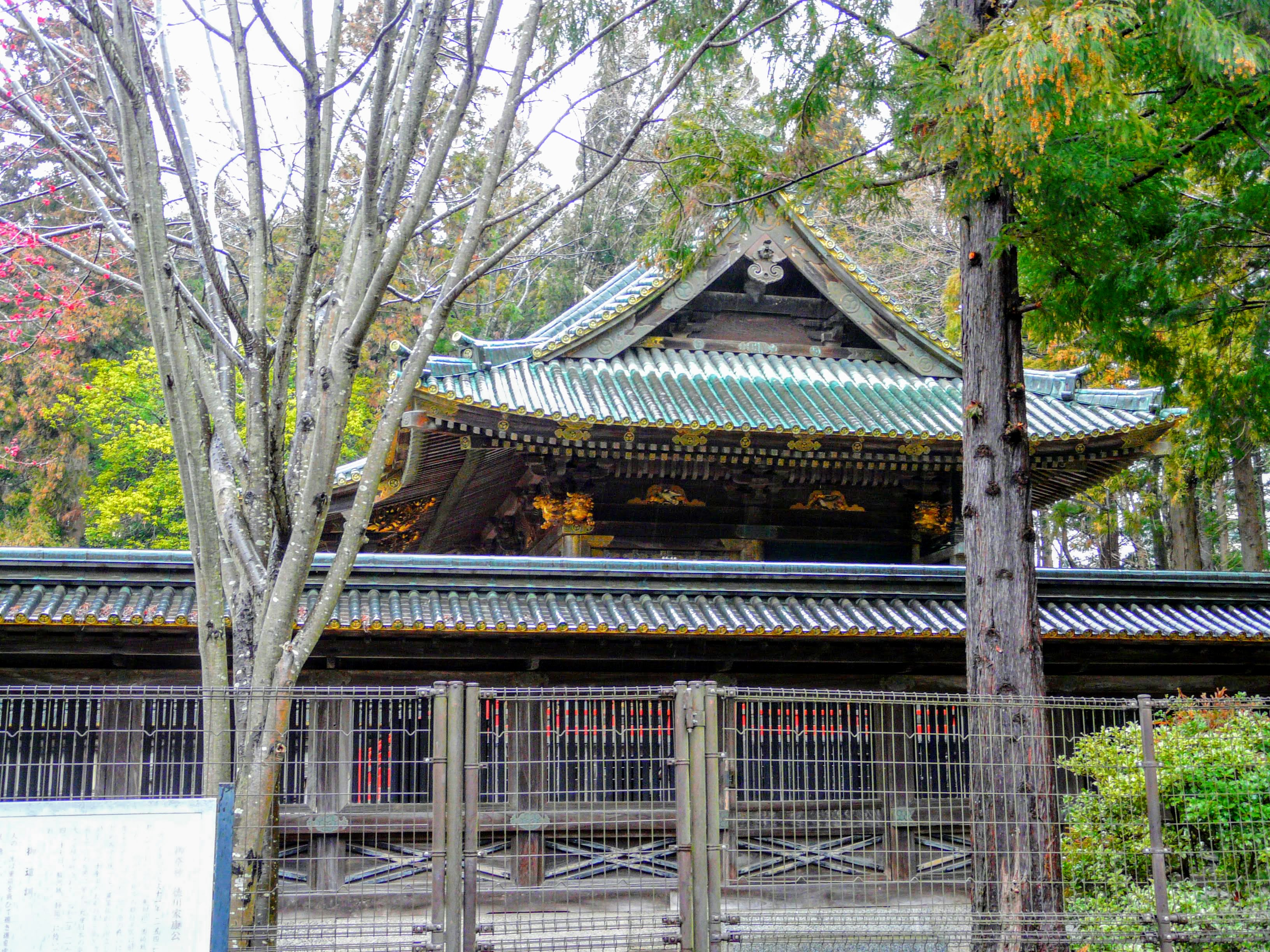
透塀に囲まれた本殿（非公開）
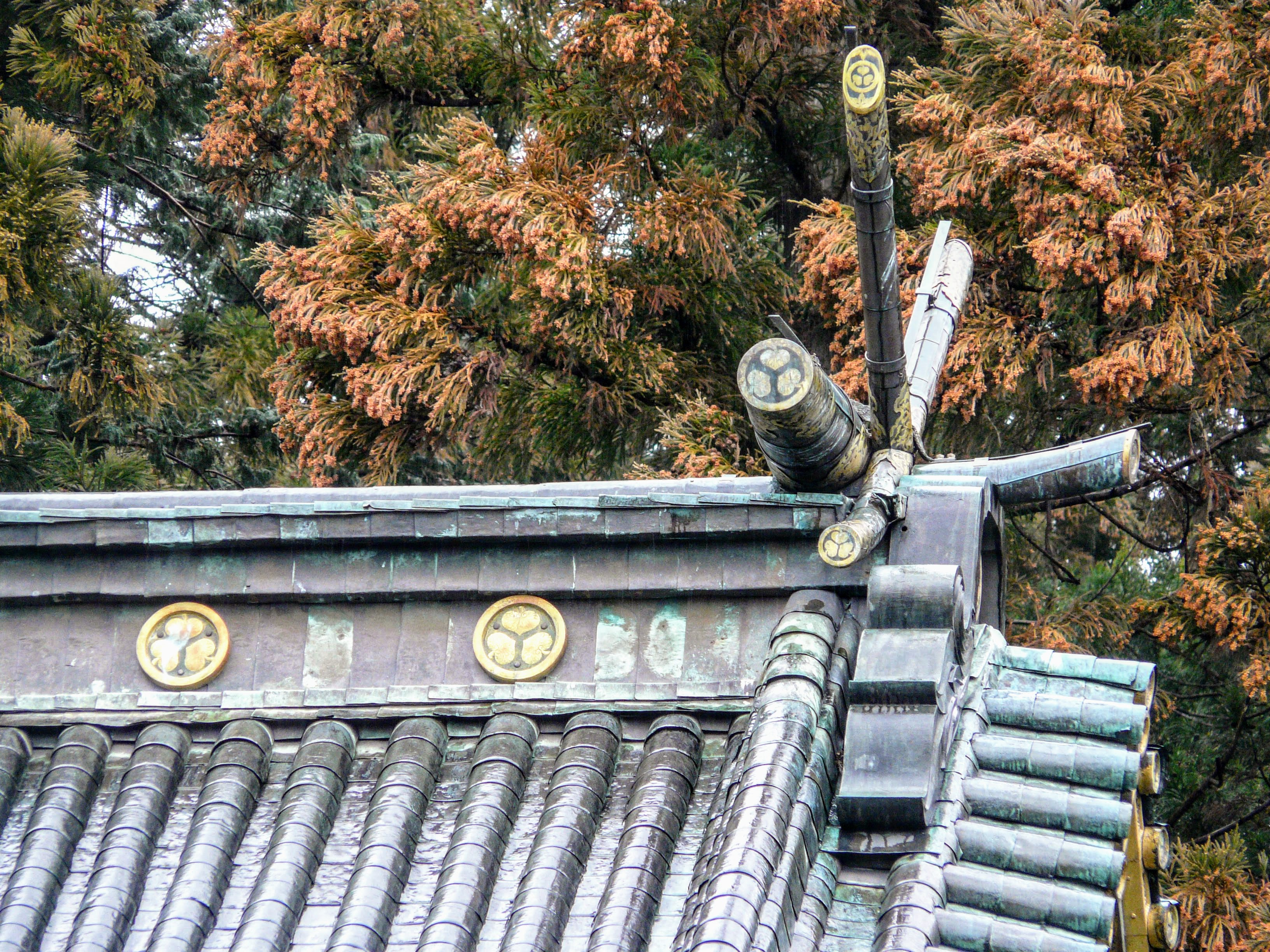
本殿屋根の千木・鰹木

## 祭礼行事
- 4月17日 - 例祭：徳川家康の命日に行なわれる。

神輿渡御：仙台祭ともよばれる。
1654(承応3)3月6日に、東北一の大きさといわれる神輿に御神体を乗せ、江戸を出発し、神輿、騎馬、僧侶などの行列が、7日後の3月13日に仙台に到着し、藩主を始め、伊達家一門総出で出迎えたと伝わる。1年後の1655年より始まった東照宮御祭礼において、御神体を運んだ神輿が、仙台の住民により城下町を担がれ、江戸時代を通じ行われた。江戸時代までは9月17日を例祭日としており、仙台祭とよばれ賑わっていた。神輿渡御は明治時代に一旦途切れたが、大正時代に再開し、昭和59年（1984年）から5年に1度実施されている。
御神体を運んだ神輿は修復を繰り返し、現存している。
- 4月第3土・日曜日 - 春祭

仙台市登録有形文化財の東照宮神楽や、子ども神輿が奉納される。
- 6月30日 - 夏越の大祓

## 関連寺社
天神社
現・榴岡天満宮で、社伝によると、東照宮が建立されるより前の天文20年（1551年）に小俵玉手崎（現・東照宮境内地）に遷座し、慶安3年（1650年）東照宮建立に際し、東照宮境内地東側に遷座。寛文7年（1667年）7月25日に3代藩主・伊達綱宗により、社殿を造営し、現・鎮座地の榴ヶ岡に遷座した。天正19年（1591年） 、葛西大崎一揆の鎮圧の視察の帰途、徳川家康が天神社の境内で休息したことが、この地に東照宮を建てる由縁になったと伝わる。
仙岳院
仙岳院は、天台宗の寺院である。仙台東照宮の別当寺として創建され、江戸時代を通じて一体の関係にあった。仙台藩の筆頭寺であり、仙台藩の保護を受けていた平泉中尊寺の総別当を兼ねていた。明治時代の神仏分離令で東照宮から分けられた。創建時から今に伝わる本尊は、釈迦三尊（釈迦如来、文殊菩薩、普賢菩薩）で、日光菩薩、月光菩薩、十二神将とともに京仏師左京幸和の作である。
延寿院
仙岳院の傍院として万治3年（1660年） に阿弥陀如来を本尊として建立された。文政元年（1818年） に火災で焼失した。文久元年（1861年）に再建され、このとき浄円房大権現をあわせ祀った。

## 文化財

### 国の重要文化財
- 東照宮 （4棟と1基） - 1953年（昭和28年）3月31日指定[27][28][29][30][9]。

承応3年（1654年）仙台藩２代藩主・伊達忠宗により建立。
- 本殿 1棟 附：逗子 1基、石灯籠34基、棟札1枚
- 唐門 1棟
- 透塀 1棟
- 随身門 1棟 附：左右袖塀 2棟

1980年（昭和55年）1月26日に追加指定された。
- 鳥居 1基

### 宮城県指定
有形文化財
- 東照宮手水舎 1棟 附：花崗岩造水盤 - 1964年（昭和39年）9月4日指定。

他の社殿と同じ承応3年（1654）建立。

### 仙台市指定
有形文化財
- 東照宮石段 2基 - 平成7年9月5日指定。

随身門前の表参道石段と東参道の石段の2基
無形民俗文化財
- 東照宮神楽 - 平成8年3月5日。

## アクセス
- JR仙山線・東照宮駅から徒歩5分[33]
- 仙台市営バス
  - E5-1･E5-2 安養寺二丁目行き　「宮町五丁目」又は「東照宮一丁目」下車徒歩2〜3分

## 近隣施設
- 仙台城
- 大崎八幡宮
- 瑞宝殿
- 青葉神社
- 仙台市博物館